# 劉端夫
刘端夫（?—?），洺州广平人，唐朝政治人物。劉迺之孙，刘伯刍之子，刘宽夫之弟。
刘端夫为太常博士，以驳韦绶谥议知名。长庆二年八月韦绶去世，赠尚书右仆射。博士刘端夫请谥为通，殿中侍御史孟琯上言以为非当。博士权安请谥为缪，最后没有施行。刘端夫官至吏部員外郎。